# Ушаолінський тунель
37°13′02″ пн. ш. 102°56′33″ сх. д. / 37.217206° пн. ш. 102.942581° сх. д.
Ушаолінський тунель (кит.: 乌鞘岭特长隧道/烏鞘嶺特長隧道, Wūshāolǐng Tècháng Suìdào)  подвійний залізничний тунель в Ганьсу на північному заході Китаю, довжиною — 21,05 км. Східна штольня відкрита 30 березня 2006 року. Західна штольня відкрита в жовтні 2006 року. Це найдовший залізничний тунель в Китаї.   
Тунель скоротив відстань між Дакайгоу і Лунгоу на 30,4 км. і є частиною євро-азійського сухопутного мосту, довжиною 3651 км. З'єднав Ляньюньган в Східному Китаї з Урумчі на північному заході Китаю... 
Тунель складається з двох штолен з відстанню по центрами 40 м. Може приймати потяги на швидкості 160 км./год..
Тунель має складні геологічні умови, проходить через чотири розломи і м'які породи. При проходці був використаний новий австрійський тунельний метод. Увейська штольня розташована на висоті 2447 м над рівнем моря, і Ланьчжоуська штольня — 2663.  Найбільша глибина тунелю становить 1100 м..
При будівництві тунелю був використаний ново-австрійський метод проходки тунелів, обладнання тунелю дозволяє пропускати потяги зі швидкістю до 160 км/год.  
26 червня 2003 Інтерфакс повідомив, що загальний обсяг інвестицій для цього проекту склав ¥ 7 млрд ($ 845 млн), будівництво розпочалось в листопаді 2002 року, і було заплановано на термін шість з половиною років.  Також було повідомлено, що китайський виробник Lingyuan Iron and Steel (Linggang) виграв тендер на постачання 4360 тонн сталевих виробів для будівництва тунелю.